# Carlo Trigilia
Carlo Trigilia (né le 18 juin 1951 à Syracuse) est un sociologue et une personnalité politique italienne, membre du Parti démocrate. 

## Biographie
Chercheur puis Professeur de sociologie à la Faculté des sciences politiques Cesare Alfieri de l'Université de Florence, il dirige la revue Stato e Mercato.
Carlo Trigilia devient ministre pour la Cohésion territoriale du gouvernement Letta entre 27 avril 2013 et le 22 février 2014.